# Thomas Dunhill
Thomas Dunhill   (Hampstead, 1 de febrer de 1877 - Scunthorpe, 13 de març de 1946) Thomas Frederick Dunhill va ser un compositor anglès prolífic en molts gèneres, encara que avui és més conegut per la seva música lleugera i obres educatives per a piano. Les seves composicions inclouen molta música de cambra, un cicle de cançons, The Wind Among the Reeds, i una opereta, Tantivy Towers, que va tenir un èxit londinenc el 1931. També va ser professor, examinador i escriptor sobre temes musicals.

## Biografia
Dunhill va néixer a Hampstead, Londres, el quart dels cinc fills d'Henry Dunhill (1842–1901) i la seva dona Jane, de soltera Styles (1843–1922). Henry Dunhill era fabricant de sacs, lones i cordes; Jane Dunhill tenia una petita botiga de música. El seu fill gran, Alfred va fundar més tard una empresa de tabac que porta el seu nom. Thomas es va educar a la "North London High School for Boys", i quan la família es va traslladar a Kent, al "Kent College, Canterbury".
El 1893 Dunhill va ingressar al Royal College of Music estudiant piano amb Franklin Taylor, contrapunt amb James Higgs i W. S. Rockstro, i harmonia amb Walter Parratt. El 1894 va començar a estudiar composició amb Charles Villiers Stanford, l'alumne del qual va romandre després d'abandonar la universitat, estudiant amb ell fins a 1901. El 1899 Dunhill va ser el primer guanyador de la Medalla d'Or Tagore, atorgada als estudiants destacats de la universitat.
De 1899 a 1908 Dunhill va ser mestre assistent de música a Eton. Des de 1905 també va formar part de la plantilla del "Royal College of Music" com a professor d'harmonia i contrapunt. Va començar una carrera com a examinador per a la Junta associada de les "Royal Schools of Music", treballant a Gran Bretanya i en gran part de l'Imperi Britànic.

De 1907 a 1919 Dunhill va presentar concerts de música de cambra a Londres, amb obres de compositors britànics. Després de la primera, el juny de 1907, The Times va observar:
| « | Un esquema de concerts de música de cambra, l'objectiu del qual és donar una segona audiència a les obres modernes que són massa aptes per ser posades a la prestatgeria després del que patèticament es parla com una "producció d'èxit", sens dubte mereix grans elogis, i, encara més, el suport pràctic de la gent musical. | » |

Entre els compositors presentats en els primers concerts hi havia James Friskin, Joseph Holbrooke, Cecil Forsyth i William Hurlstone. Més tard, Dunhill va presentar obres de Ralph Vaughan Williams, Charles Wood, Eugene Goossens, Rutland Boughton, J. B. McEwen, Richard Walthew i Nicholas Gatty.

## Cançons i música de cambra
Durant aquest període Dunhill va estar component obres orquestrals i de cambra, cançons i cicles de cançons. La seva configuració de Half Close Your Eyelids, publicada per primera vegada a "The Dome" el 1902, és la primera cançó coneguda de poesia de W. B. Yeats. Es va utilitzar com a primera cançó del cicle de Yeats de 1904 The Wind Among the Reeds, que també inclou la cançó més coneguda de Dunhill, The Cloths of Heaven. El cicle va ser interpretat per primera vegada el 1912 (en la versió orquestral) per Gervase Elwes en un concert de la Royal Philharmonic Society dirigit per Sir Frederic Cowen. The Times va dir:
| « | "El Sr. Dunhill ha captat l'esperit dels poemes de Yeats amb molta habilitat, i la seva música transmet bé el seu misticisme tranquil i no forçat, els seus ràpids girs d'humor i el fàcil fluir de les línies... L'escenari del Sr. Dunhill no sembla mai perd un punt i mai no en fa cap." | » |

 Les primeres obres de cambra inclouen el Quintet en fa menor per a trompa i corda, op 6 (1900), el Quartet amb piano en si menor (1903) i el Quintet amb piano en do menor (1904). Després d'això, van sorgir diverses peces de fantasia d'un sol moviment (sota la influència de W.W. Cobbett), com el Phantasie String Quartet (1906) i un Phantasy Trio per a piano, viola i violoncel (1911). El Trio va ser interpretat al Steinway Hall el 1912 per Margery Hall (violí), Lionel Tertis (viola) i York Bowen (piano). També hi havia dues sonates per a violí: la segona (de 1917) en fa major potser la seva millor obra, segons Jeremy Dibble. No obstant això, la seva fama va ser de curta durada, ràpidament eclipsada per la més espectacular sonata per a violí del seu amic i contemporani John Ireland, que "va causar sensació" el mateix any.

## Temps de guerra i després
En el món musical londinenc, Dunhill va ser una figura de protagonisme creixent en els anys anteriors a la Primera Guerra Mundial. Va ser convidat a dirigir-se a l'Associació Musical l'any 1908 sobre el tema "L'evolució de la melodia"; les seves observacions van ser àmpliament divulgades a la premsa general.
El 1914, Dunhill es va casar amb Mary Penrose Arnold, la besnéta de Matthew Arnold i la besnéta de Thomas Arnold. El matrimoni va tenir lloc a l'església de St Luke a Chelsea, on John Ireland era l'organista resident i mestre de cor.
A l'esclat de la guerra es va unir als Artists Rifles i més tard es va convertir en un membre de la banda dels Irish Guards. El 1918 va ser nomenat director de la Royal Philharmonic Society; va presidir la reunió del consell que va reformar la constitució de la societat després del seu expedient de guerra de control efectiu per Sir Thomas Beecham. A més de la sonata per a violí en fa major, les obres de guerra inclouen les quatre peces originals per a orgue, op. 101 (1916), la Simfonia en la menor (1916), la seva obra orquestral més important, interpretada per primera vegada a Belgrad el 28 de desembre de 1922, i les Variacions elegíaques sobre un tema original (1919–20), dedicades a la memòria. d'Hubert Parry i va actuar per primera vegada al Festival de Gloucester el 1922.

## Òpera lleugera
Un dels compositors que Dunhill admirava molt era Arthur Sullivan. En general, va evitar la influència de Sullivan en la seva pròpia música, però el seu estudi de 1928 de la música de Sullivan va obrir nous camins: hi havia hagut moltes biografies i memòries, però el de Dunhill va ser el primer llibre d'un músic en exercici que va analitzar la música. A més del llibre de 1928, Dunhill va organitzar 15 àlbums de música per a piano de les 14 òperes de Gilbert i Sullivan.
La seva òpera lleugera en un acte The Enchanted Garden va guanyar certa atenció quan es va publicar com a part de la sèrie "Carnegie Collection of British Music" el 1925. Però el 1931 la música de Dunhill va arribar a un públic molt més ampli amb l'òpera còmica Tantivy Towers per un llibret d'A. P. Herbert. Va funcionar al "Lyric Theatre, Hammersmith" i després al "New Theatre", Londres durant més de 180 representacions. Va ser reviscut el 1935 amb Maggie Teyte i Steuart Wilson en els papers principals. L'òpera contrastava amb humor els tipus artístics moderns de Chelsea amb el conjunt tradicional del comtat filisteu. Es va pensar que Dunhill va tenir més èxit amb la música d'aquest últim que de la primera, i va ser criticat per evitar qualsevol indici de jazz en la seva música de Chelsea.

## Anys posteriors
Dunhill va ser un incondicional de les organitzacions dedicades al benestar dels seus companys músics: entre elles la "Performing Right Society" i el "Musicians' Benevolent Fund". Va ser director de la Royal Philharmonic Society i degà de la Facultat de Música de la Universitat de Londres. Va tenir una demanda constant com a examinador musical, conferenciant i adjudicador, i va tornar a l'ensenyament, primer al Royal College, prenent la classe de música de cambra, i més tard a Eton, on va tornar durant la Segona Guerra Mundial.

Com a compositor, les obres posteriors de Dunhill inclouen la nostàlgica suite per a cordes In Rural England (1929); el ballet Gallimaufry, estrenat a Hamburg el 1937; Tríptic per a viola i orquestra (1942, dedicat a Lionel Tertis); i l'obertura May Time (1945) es va estrenar als The Proms, on va ser dirigida per Sir Adrian Boult. The Times va anomenar l'última 
| « | "una obertura popular i sense pretensions que s'obre camí amb prou alegria i es basa intel·ligentment en la veritable vitalitat d'un Morris i una de les millors cançons de Morley. | » |

En un moment en què la música d'Elgar passava de moda, Dunhill n'era un ferm defensor. El seu llibre de 1938 sobre el compositor combinava biografia i anàlisi musical. The Times Literary Supplement va elogiar Dunhill per la seva anàlisi accessible i per "un retrat dibuixat per algú que el va conèixer i estimar bé".
Entre els honors atorgats a Dunhill hi havia la Medalla de Música de Cambra Cobbett (1924), de la qual va ser el primer destinatari, un doctorat honoris causa de la Universitat de Durham (1940) i beques honorífices de la Royal Academy of Music (1938) i la Royal College of Music (1942).

## Vida personal
Thomas Dunhill va viure amb la seva dona Mary al número 74 de Lansdowne Road a Notting Hill Gate fins al 1924, quan es van traslladar a Guildford. Hi havia dos fills i una filla del matrimoni. Mary Dunhill va morir l'octubre de 1929, després del qual Dunhill va tornar a Londres, vivint als 27 anys, a Platts Lane a Hampstead durant els últims anys de la seva vida. El 1942 Dunhill es va casar amb Isabella Simpson Featonby. Va morir a la casa de la seva sogra a Scunthorpe, als 69 anys. El seu fill David Dunhill (1917-2005) es va convertir en un conegut locutor de ràdio de la BBC que va escriure unes memòries del seu pare el 1997.